# Martin Luther Kingdag

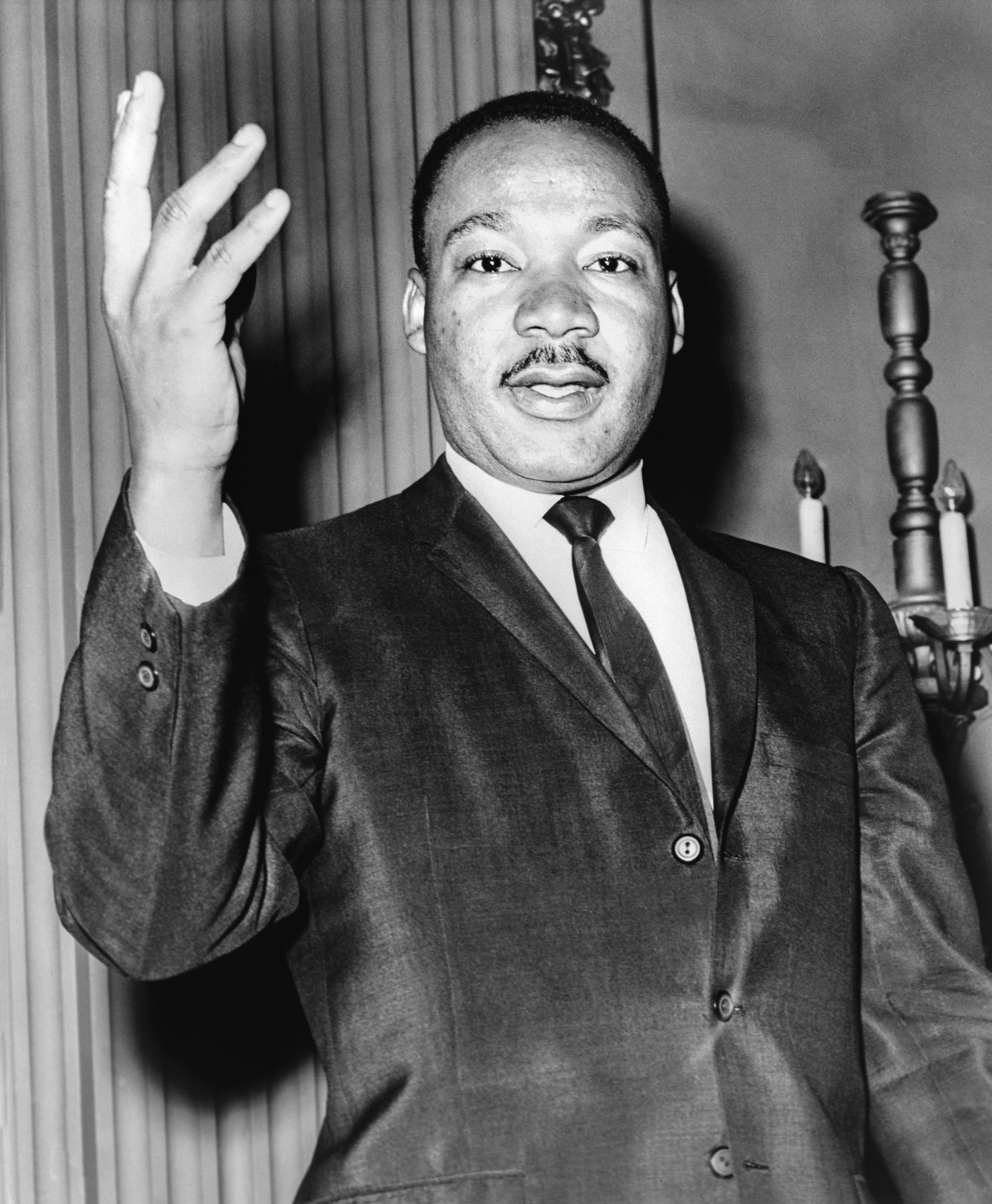
Martin Luther King

Martin Luther Kingdag (ook wel kortweg MLK Day) is een Amerikaanse feestdag ter ere van de Amerikaanse dominee en politiek activist Martin Luther King. De feestdag valt jaarlijks op de derde maandag van januari, rond de tijd van Kings geboortedag (15 januari).
De feestdag was de uitkomst van een grootschalige campagne die door een aantal activisten werd geleid. Een van de opmerkelijkste hiervan was de blinde musicus Stevie Wonder, die met de hit Happy birthday in 1980 en de Rally for Peace-persconferentie in 1981 de campagne wist te populariseren. De Amerikaanse president Ronald Reagan tekende op 2 november 1983 de wet die de federale feestdag ter ere van King officieel maakte.
De feestdag werd voor het eerst gehouden op 20 januari 1986. Sinds het jaar 2000 wordt Martin Luther Kingdag officieel gevierd in alle 50 staten van de VS. De dag kreeg inhoud met demonstraties voor vrede, sociale rechtvaardigheid, rassen- en klassengelijkheid, en ook als nationale dag van vrijwilligersorganisaties. 
Hoewel de dag een vrije dag is voor mensen die voor de federale en de staatsoverheidsinstellingen werken, geven niet alle bedrijven vrij. Vrijwel alle winkels en restaurants blijven gewoon open. De meeste scholen en hogeronderwijsinstellingen zijn wel gesloten, maar sommige scholen blijven open en vieren in plaats daarvan Kings boodschap.